# József Márkus
Pour les articles homonymes, voir Markus.
Dans le nom hongrois Márkus József, le nom de famille précède le prénom, mais cet article utilise l’ordre habituel en français József Márkus, où le prénom précède le nom.
József Márkus, né le 16 août 1852 à Szombathely et mort le 12 mars 1915 à Budapest, est un homme politique hongrois, bourgmestre principal de Budapest de 1897 à 1906.